# Gannes
Pour les articles homonymes, voir Gannes (homonymie).
Gannes est une commune française située dans le département de l'Oise en région Hauts-de-France. Ses habitants sont appelés les Gannois et les Gannoises.

## Géographie

### Description
En 1835, Louis Graves présente le village comme « placé au centre du territoire dont le périmètre est ovalaire; des bois occupent. les régions du nord-est et du nord-ouest: Une longue rue sur le chemin de Saint-Just à La Hérelle, à laquelle aboutissent trois embranchements latéraux, constitue le village;. il n'y a pas de sources dans l'étendue du Pays  ».

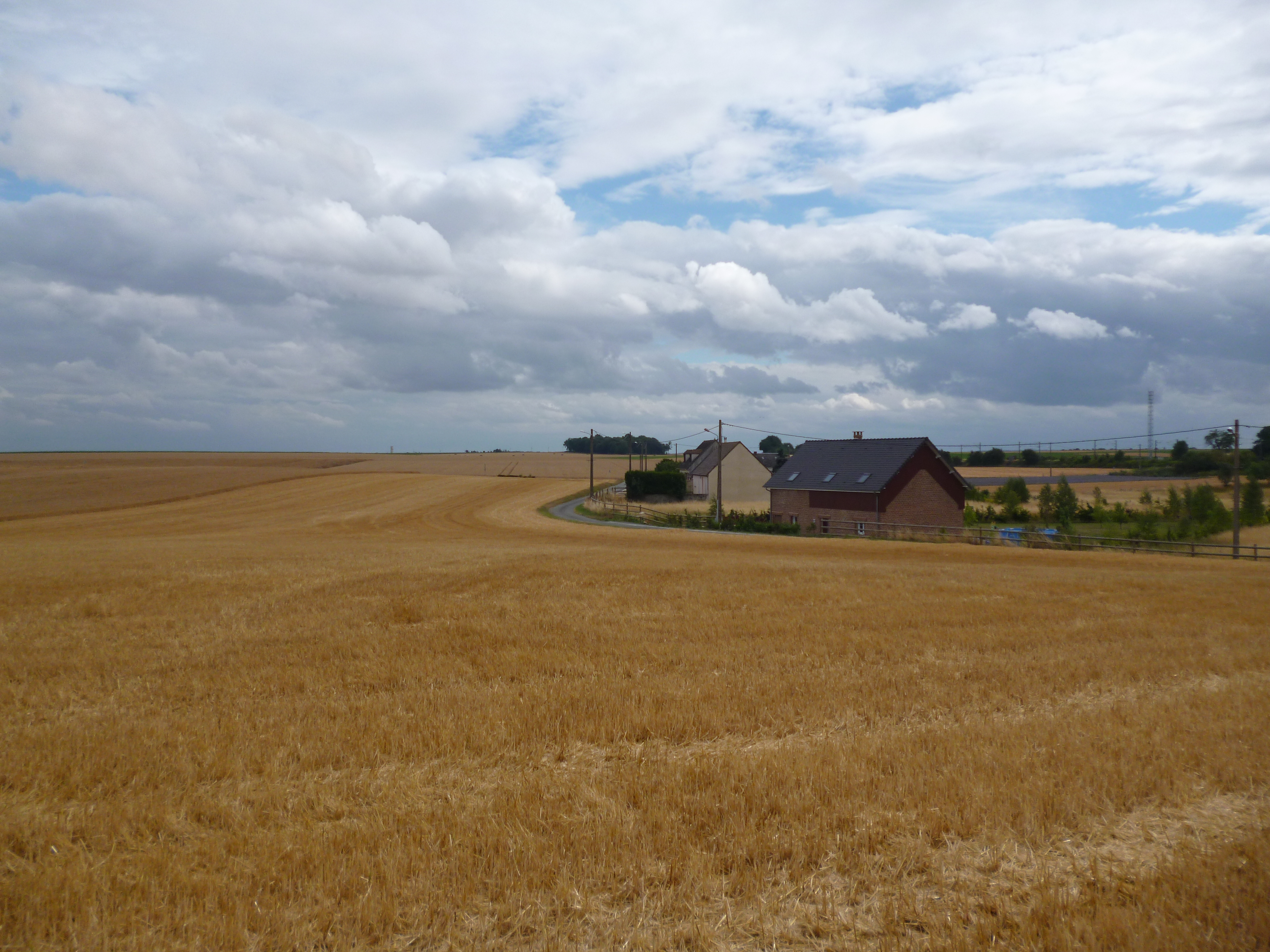
Vue sur les champs et quelques habitations de Gannes.
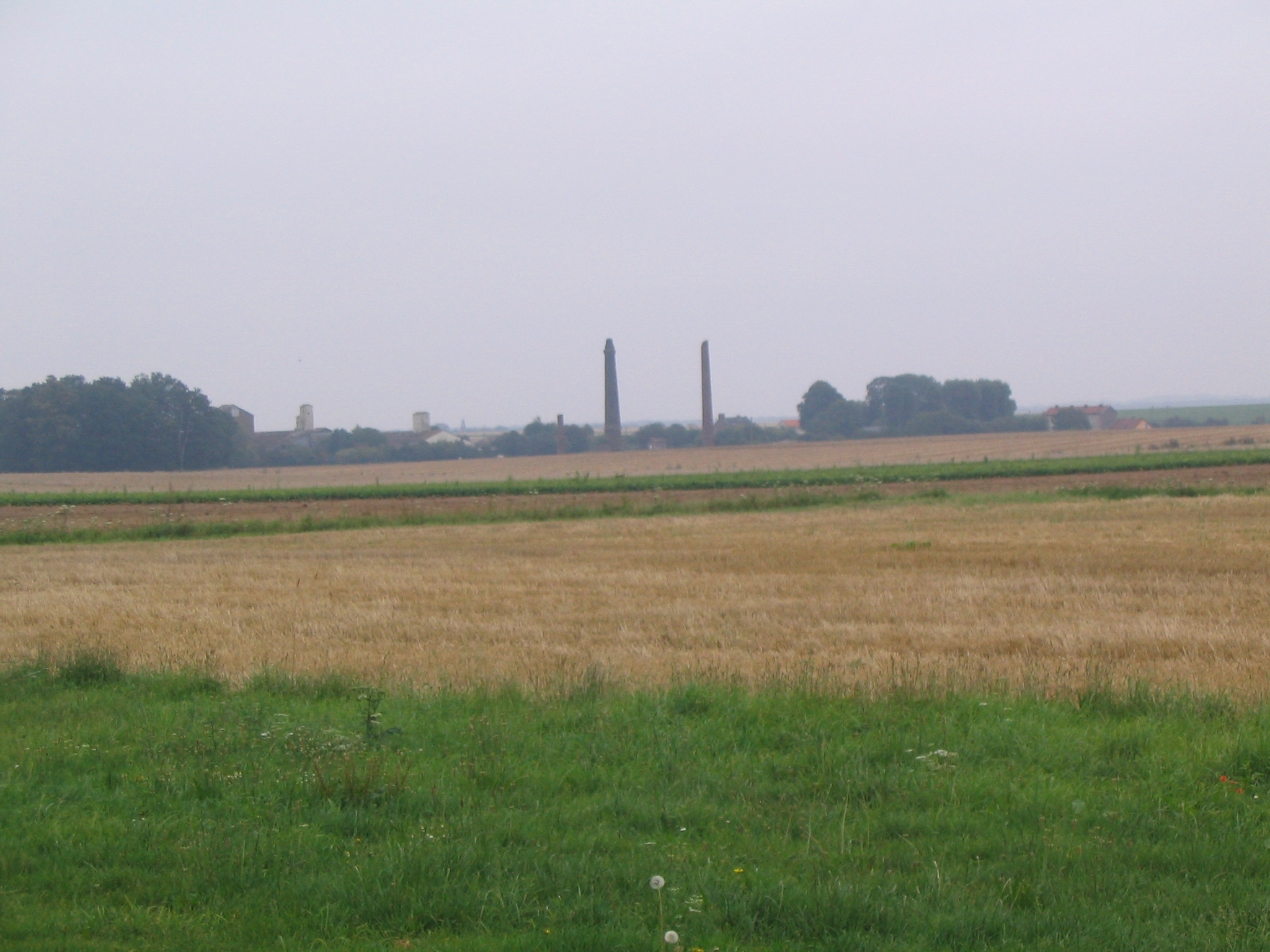
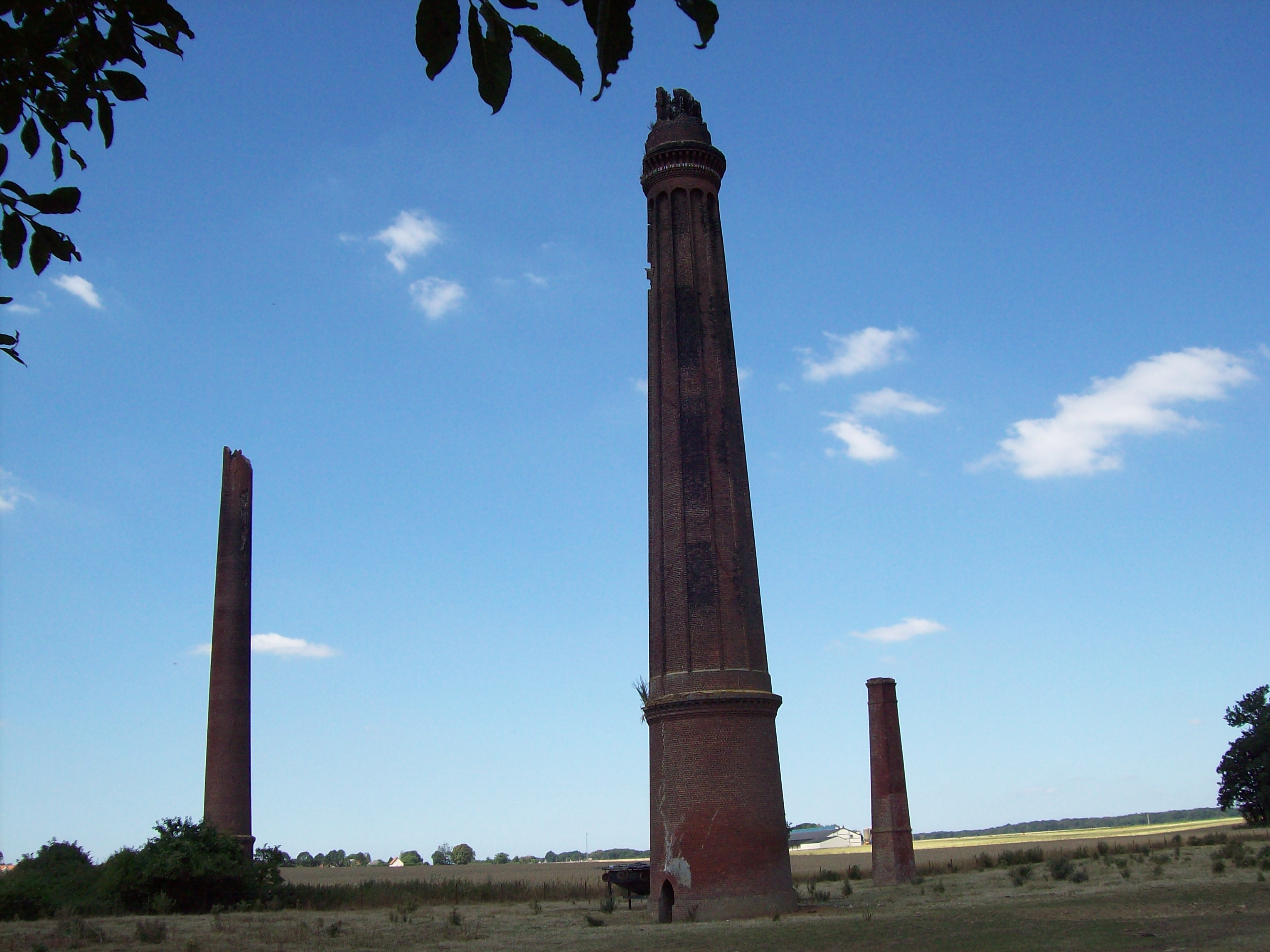
Anciennes cheminées situées proches de la gare.
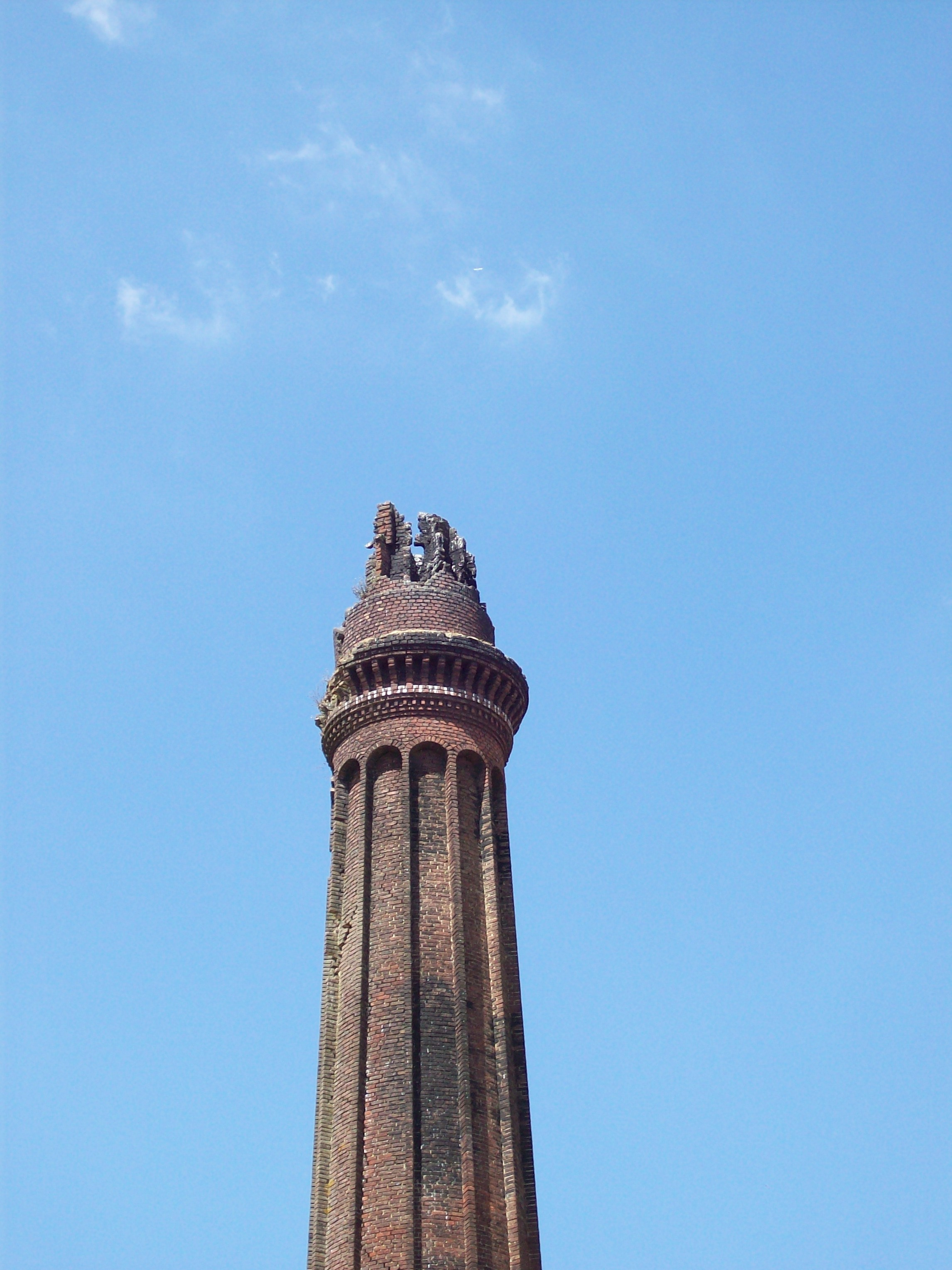

### Communes limitrophes
Les communes limitrophes sont Ansauvillers, Brunvillers-la-Motte, La Hérelle, Mory-Montcrux, Quinquempoix et Sains-Morainvillers.
| Mory-Montcrux | La Hérelle   | Sains-Morainvillers  |
|               | Gannes       |                      |
| Ansauvillers  | Quinquempoix | Brunvillers-la-Motte |

### Hydrographie
La commune est traversée par la ligne de partage des eaux entre les bassins hydrographiques Artois-Picardie et Seine-Normandie. Elle n'est drainée par aucun cours d'eau.

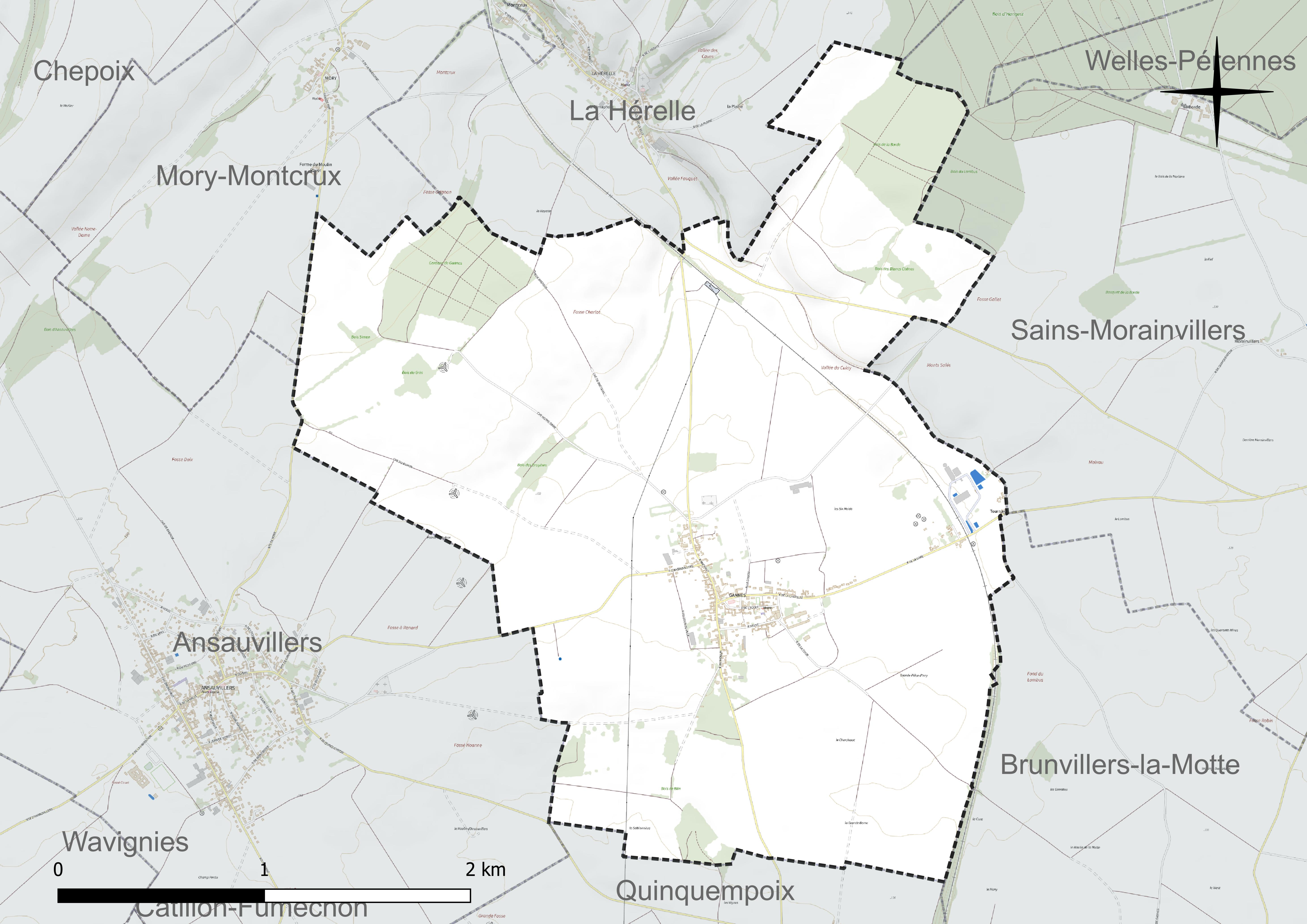
Réseau hydrographique de Gannes.

### Climat
Pour des articles plus généraux, voir Climat des Hauts-de-France et Climat de l'Oise.
En 2010, le climat de la commune est de type climat océanique dégradé des plaines du Centre et du Nord, selon une étude du CNRS s'appuyant sur une série de données couvrant la période 1971-2000. En 2020, Météo-France publie une typologie des climats de la France métropolitaine dans laquelle la commune est exposée à un climat océanique et est dans la région climatique Nord-est du bassin Parisien, caractérisée par un ensoleillement médiocre, une pluviométrie moyenne régulièrement répartie au cours de l'année et un hiver froid (3 °C).
Pour la période 1971-2000, la température annuelle moyenne est de 10,3 °C, avec une amplitude thermique annuelle de 14,5 °C. Le cumul annuel moyen de précipitations est de 685 mm, avec 11,3 jours de précipitations en janvier et 7,8 jours en juillet. Pour la période 1991-2020, la température moyenne annuelle observée sur la station météorologique la plus proche, située sur la commune de Godenvillers à 10 km à vol d'oiseau, est de 11,1 °C et le cumul annuel moyen de précipitations est de 701,9 mm,. Pour l'avenir, les paramètres climatiques de la commune estimés pour 2050 selon différents scénarios d'émission de gaz à effet de serre sont consultables sur un site dédié publié par Météo-France en novembre 2022.

## Urbanisme

### Typologie
Au 1er janvier 2024, Gannes est catégorisée commune rurale à habitat dispersé, selon la nouvelle grille communale de densité à sept niveaux définie par l'Insee en 2022.
Elle est située hors unité urbaine et hors attraction des villes,.

### Occupation des sols
L'occupation des sols de la commune, telle qu'elle ressort de la base de données européenne d'occupation biophysique des sols Corine Land Cover (CLC), est marquée par l'importance des territoires agricoles (88,7 % en 2018), une proportion sensiblement équivalente à celle de 1990 (89 %). La répartition détaillée en 2018 est la suivante : 
terres arables (85,1 %), forêts (6,9 %), zones urbanisées (4,5 %), zones agricoles hétérogènes (3,6 %). L'évolution de l'occupation des sols de la commune et de ses infrastructures peut être observée sur les différentes représentations cartographiques du territoire : la carte de Cassini (XVIIIe siècle), la carte d'état-major (1820-1866) et les cartes ou photos aériennes de l'IGN pour la période actuelle (1950 à aujourd'hui).

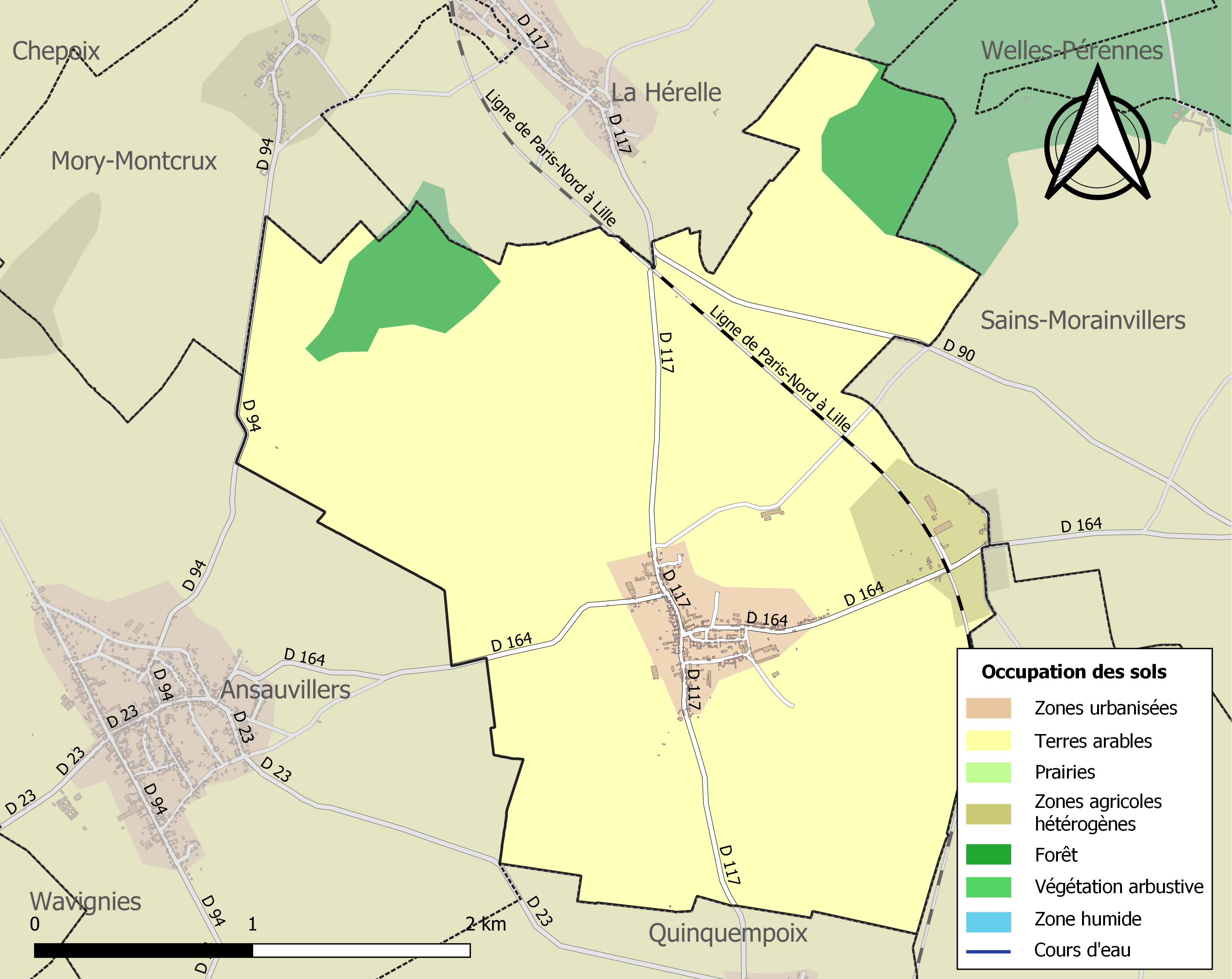
Carte des infrastructures et de l'occupation des sols de la commune en 2018 (CLC).

### Habitat et logement
En 2018, le nombre total de logements dans la commune était de 159, alors qu'il était de 150 en 2013 et de 142 en 2008.
Parmi ces logements, 84,7 % étaient des résidences principales, 5,7 % des résidences secondaires et 9,5 % des logements vacants. Ces logements étaient pour 99,4 % d'entre eux des maisons individuelles et pour 0 % des appartements.
Le tableau ci-dessous présente la typologie des logements à Gannes en 2018 en comparaison avec celle de l'Oise et de la France entière. Une caractéristique marquante du parc de logements est ainsi une proportion de résidences secondaires et logements occasionnels (5,7 %) supérieure à celle du département (2,5 %) mais inférieure à celle de la France entière (9,7 %). Concernant le statut d'occupation de ces logements, 80,4 % des habitants de la commune sont propriétaires de leur logement (79,2 % en 2013), contre 61,4 % pour l'Oise et 57,5 % pour la France entière.
| Typologie                                               | Gannes | Oise | France entière |
| ------------------------------------------------------- | ------ | ---- | -------------- |
| Résidences principales (en %)                           | 84,7   | 90,4 | 82,1           |
| Résidences secondaires et logements occasionnels (en %) | 5,7    | 2,5  | 9,7            |
| Logements vacants (en %)                                | 9,5    | 7,1  | 8,2            |

### Voies de communication et transports

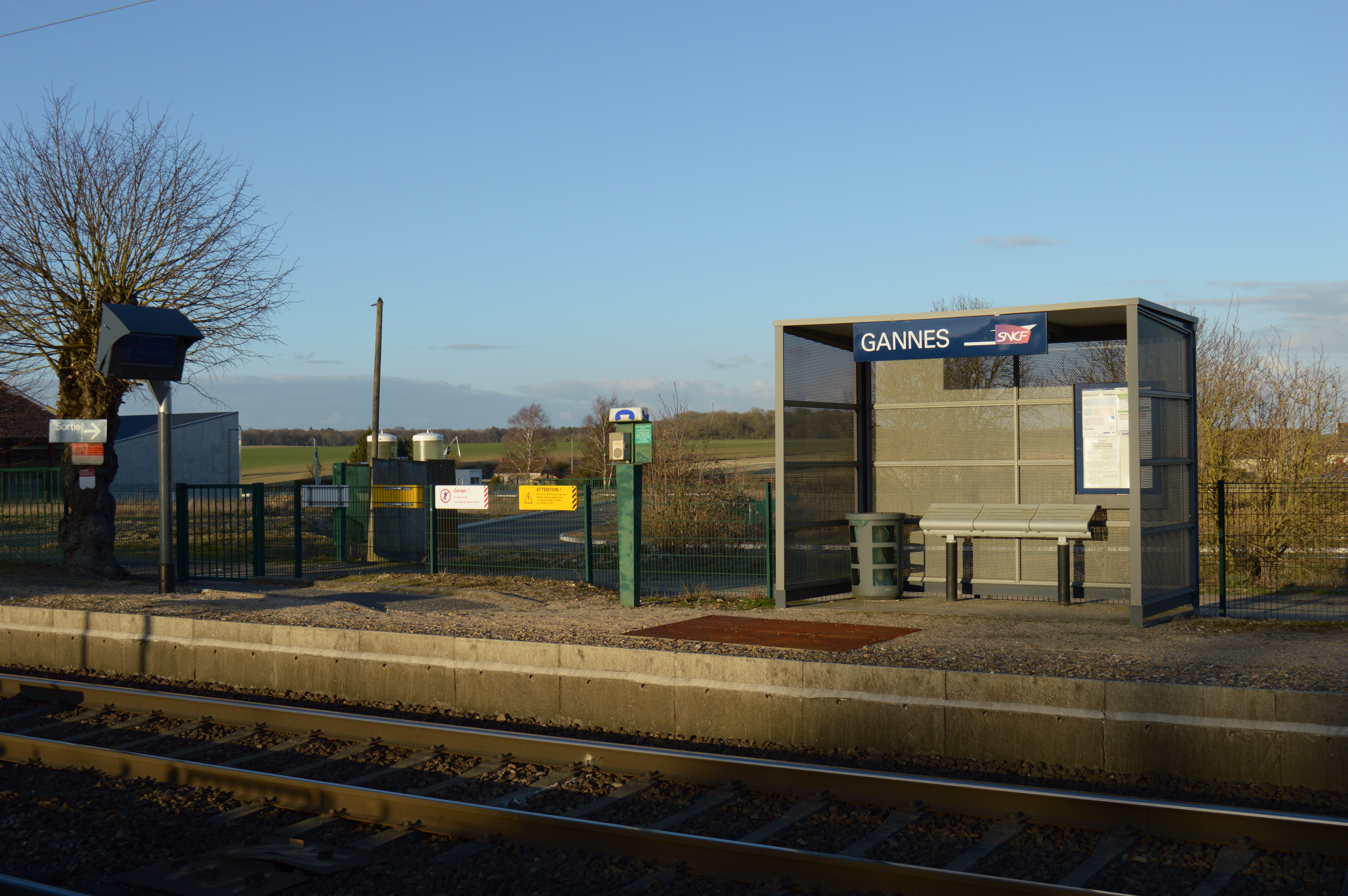
Le quai de la gare.

La commune dispose de la gare de Gannes sur la ligne de Paris-Nord à Lille, desservie par des trains TER Hauts-de-France reliant Paris-Nord à Amiens.
La commune est desservie, en 2023, par les lignes 6304 et 6328 du réseau interurbain de l'Oise.

## Toponymie
Le nom de la localité est attesté sous les formes Galneae (766) ; Galnoe (vers 1130) ; Gannoe (1147) ; de Gannis (1147) ; apud Galnas (vers 1175) ; de Galnis (vers 1175) ; Gane (1178) ; Galnes (1189) ; Johannes de Jaunes (vers 1200) ; Johennis de Gaunes (1237) ; Jehan de Gaunes (1241) ; Gannes (1242) ; Gaulnes (1295) ; Gaunes (1296) ; Johannem de Gaunes (XIIIe) ; Gannez (1340) ; Gannes le long (1550) ; de Ganna (1663).
Nom issu du latin galbinum, jaune, couleur de la terre, de l'argile jaune ou "terre de sienne" extraite (tiréye en picard) dans cette paroisse réputée pour ses briqueteries.  Gannes se prononce Ganhne (avec hiatus) en picard. Le blason populaire du village, "Chés gas d'Ganhne  aveu leus guètes", rappelle la nécessité de porter des guêtres pour se protéger pieds et jambes au travail dans l'argile grasse.

## Histoire

### Ancien Régime
Louis Graves indiquait que « Il avait, au Moyen Âge, un château considérable situé à l'est du village vers le chemin de Quinquempoix. Cette forteresse servit plusieurs fois de refuge à la population de Cannes, Quinquempoix et autres lieux voisins pendant les guerres des Bourguignons et des Espagnols ; les seigneurs de Blin avaient une réputation de bravoure qui les faisait considérer comme les protecteurs
de la contrée. Le château, démoli vers le dix-septième siècle, fut remplacé par une autre construction qui.disparut elle-même dans la Révolution. Le domaine de Blin appartenait, bien avant le règne d'Henri IV, à la famille Pasquier [...] ; elle le posséda jusqu'à révolution de 1789 ».
Sous l'Ancien Régime, la terre de Cannes avait le titre de vicomté.

### Époque contemporaine
Les briqueteries de Gannes ont fait la renommée du village pendant des siècles.
En 1835, on trouvait à Gannes des carrières  des sablonnières et trois moulins à vent. Une partie: de la population fabriquait alors des toiles de chanvre.

## Politique et administration

### Liste des maires
| Période                                  | Période                   | Identité           | Étiquette | Qualité |
| ---------------------------------------- | ------------------------- | ------------------ | --------- | --- |
| Les données manquantes sont à compléter. |                           |                    |           | |
| 1983                                     | 2 janvier 2007            | Georges Van Vynckt | UDF       | Démissionnaire |
| 2007                                     | En cours (au 2 juin 2023) | Olivier de Beule   | SE        | Vice-président (2014 → 2023) puis président (2023 → ) de la CC du Plateau Picard Président du RPI de Gannes, Brunvillers La Motte, Quinquempoix (2020 → ) Réélu pour le mandat 2020-2026 |

## Équipements et services publics
Les enfants de la commune sont scolarisés avec ceux de Brunvillers-la-Motte et  Quinquempoix dans le cadre d'un regroupement pédagogique intercommunal (RPI). L'école de Gannes est une école maternelle d'une classe,.

## Population et société

### Démographie

#### Évolution démographique
L'évolution du nombre d'habitants est connue à travers les recensements de la population effectués dans la commune depuis 1793. Pour les communes de moins de 10 000 habitants, une enquête de recensement portant sur toute la population est réalisée tous les cinq ans, les populations de référence des années intermédiaires étant quant à elles estimées par interpolation ou extrapolation. Pour la commune, le premier recensement exhaustif entrant dans le cadre du nouveau dispositif a été réalisé en 2007.

En 2022, la commune comptait 356 habitants, en évolution de +2,01 % par rapport à 2016 (Oise : +0,87 %, France hors Mayotte : +2,11 %).
| 1793 | 1800 | 1806 | 1821 | 1831 | 1836 | 1841 | 1846 | 1851 |
| ---- | ---- | ---- | ---- | ---- | ---- | ---- | ---- | ---- |
| 466  | 493  | 538  | 538  | 516  | 523  | 527  | 490  | 489  |

| 1856 | 1861 | 1866 | 1872 | 1876 | 1881 | 1886 | 1891 | 1896 |
| ---- | ---- | ---- | ---- | ---- | ---- | ---- | ---- | ---- |
| 437  | 439  | 456  | 424  | 434  | 425  | 435  | 412  | 391  |

| 1901 | 1906 | 1911 | 1921 | 1926 | 1931 | 1936 | 1946 | 1954 |
| ---- | ---- | ---- | ---- | ---- | ---- | ---- | ---- | ---- |
| 352  | 390  | 355  | 373  | 378  | 424  | 315  | 280  | 320  |

| 1962 | 1968 | 1975 | 1982 | 1990 | 1999 | 2006 | 2007 | 2012 |
| ---- | ---- | ---- | ---- | ---- | ---- | ---- | ---- | ---- |
| 320  | 307  | 289  | 281  | 296  | 320  | 323  | 323  | 349  |

| 2017 | 2022 | - | - | - | - | - | - | - |
| ---- | ---- | - | - | - | - | - | - | - |
| 340  | 356  | - | - | - | - | - | - | - |

#### Pyramide des âges
La population de la commune est relativement jeune.
En 2018, le taux de personnes d'un âge inférieur à 30 ans s'élève à 37,4 %, soit au-dessus de la moyenne départementale (37,3 %). À l'inverse, le taux de personnes d'âge supérieur à 60 ans est de 23,5 % la même année, alors qu'il est de 22,8 % au niveau départemental.
En 2018, la commune comptait 178 hommes pour 163 femmes, soit un taux de 52,2 % d'hommes, largement supérieur au taux départemental (48,89 %).
Les pyramides des âges de la commune et du département s'établissent comme suit.
| Hommes | Classe d’âge | Femmes |
| ------ | ------------ | ------ |
| 1,1    | 90 ou +      | 1,3    |
| 5,2    | 75-89 ans    | 8,9    |
| 15,6   | 60-74 ans    | 15,1   |
| 17,0   | 45-59 ans    | 18,6   |
| 21,2   | 30-44 ans    | 21,4   |
| 12,8   | 15-29 ans    | 18,2   |
| 27,0   | 0-14 ans     | 16,5   |

| Hommes | Classe d’âge | Femmes |
| ------ | ------------ | ------ |
| 0,5    | 90 ou +      | 1,4    |
| 5,5    | 75-89 ans    | 7,6    |
| 15,6   | 60-74 ans    | 16,3   |
| 20,8   | 45-59 ans    | 20     |
| 19,4   | 30-44 ans    | 19,4   |
| 17,6   | 15-29 ans    | 16,2   |
| 20,6   | 0-14 ans     | 19,1   |

## Culture mocale et patrimoine

### Lieux et monuments

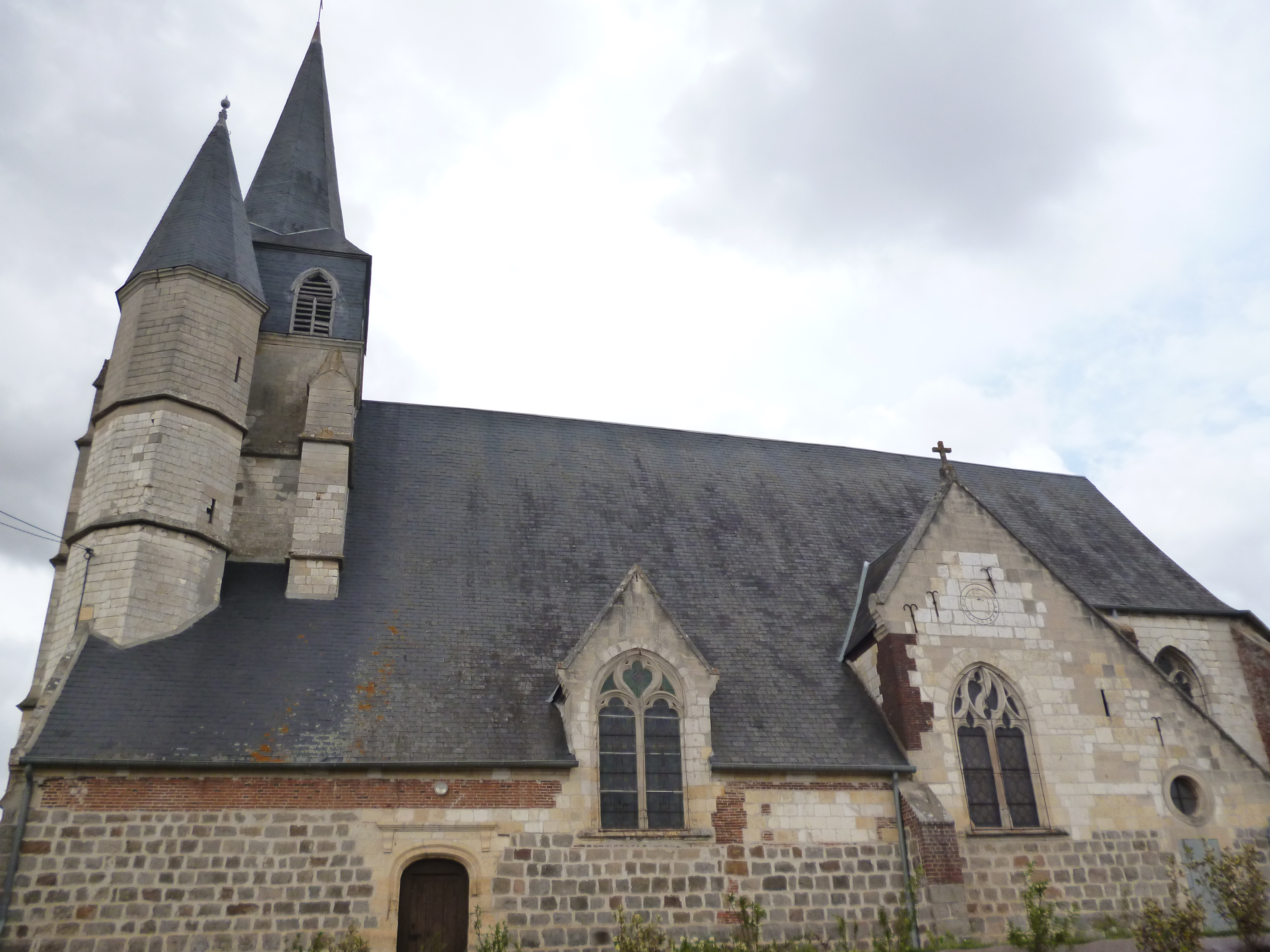
L'église Saint-Denis avec son cadran solaire.

- Église Saint-Denis (XVIe siècle)[29] : des poutres de chêne était autrefois posées à environ trois mètres du sol et supportaient un toit qui n'était pas bien haut étant donné la faible hauteur des poutres de soutien. 
En 1660, les poutres ont été coupées, dont il reste les morceaux encastrés dans le mur, et l'église a été surélevée. En 1869, on a posé sous le toit en bois une voûte en ciment supportée par des piliers construit dans ce but[30]. 
L'église possède un grand christ en bois recouvert de plâtre et datant de sa fondation[31],[32], un confessionnal Renaissance et deux chapelles latérales en bois, avec statues en bois du XVIIIe siècle. 
Une dalle verticale rappelle que le cœur de M.F. de Lannois, ancien seigneur du lieu, est placé dans le mur.

- Chapelle Notre-Dame-de-Bon-Secours : petite chapelle, route de la Gare fondée vers 1630, reconstruite en 1776. Une neuvaine y a lieu chaque année au mois de juillet[33].

La chapelle ND de Bob-Secours
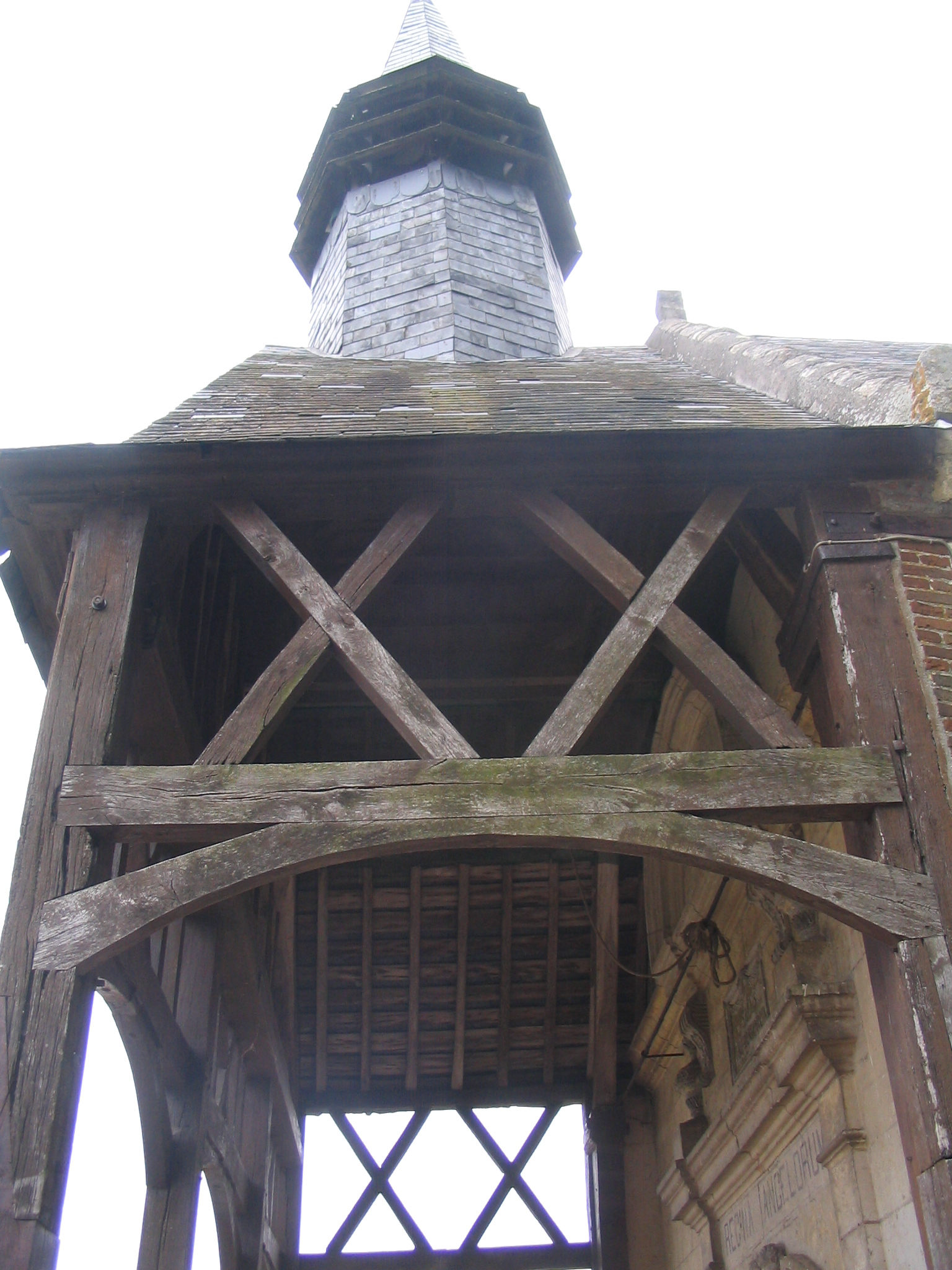
Détail de la chapelle Notre-Dame-de-Bon-Secours.
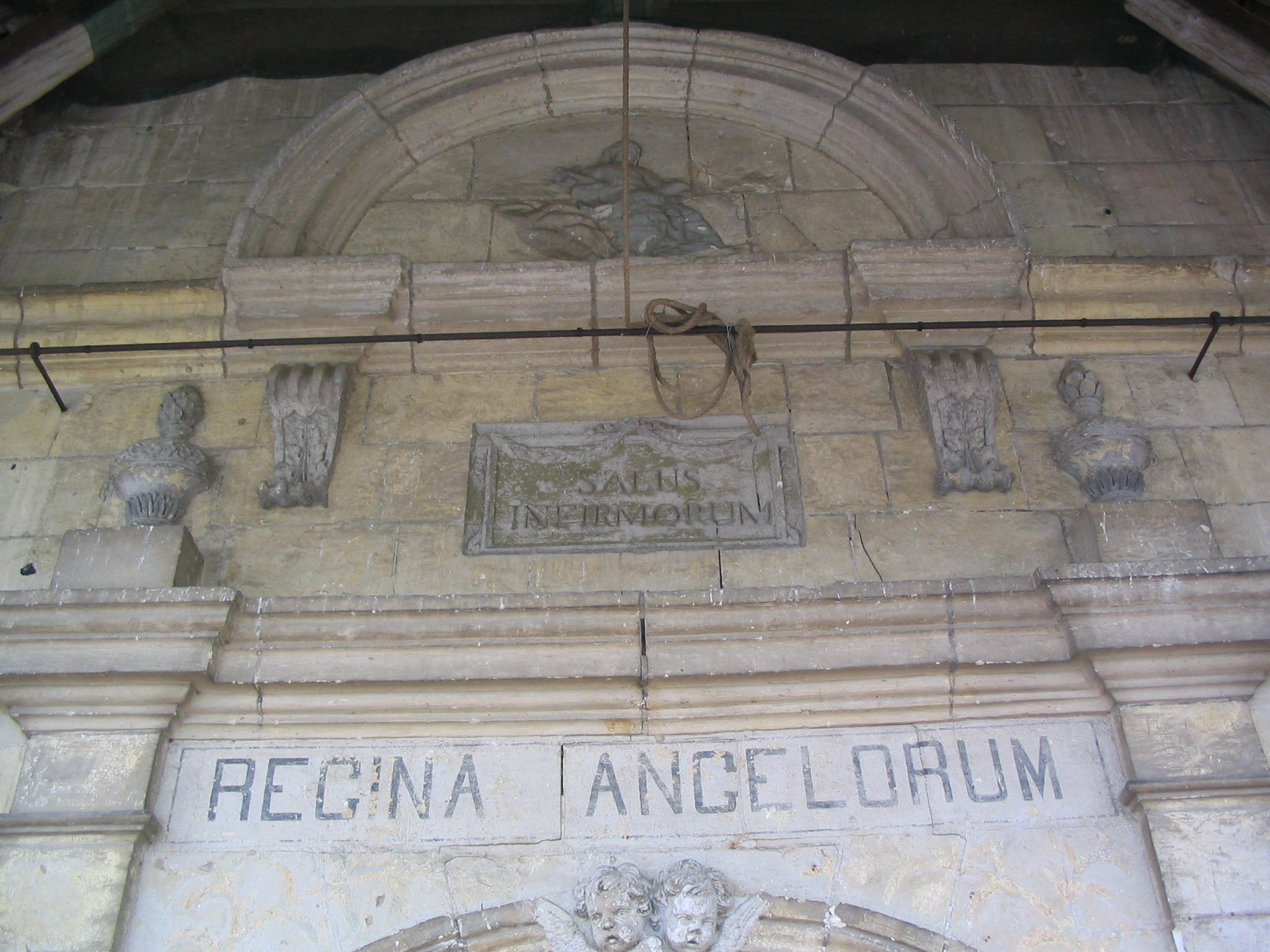
Détail de la chapelle Notre-Dame-de-Bon-Secours.
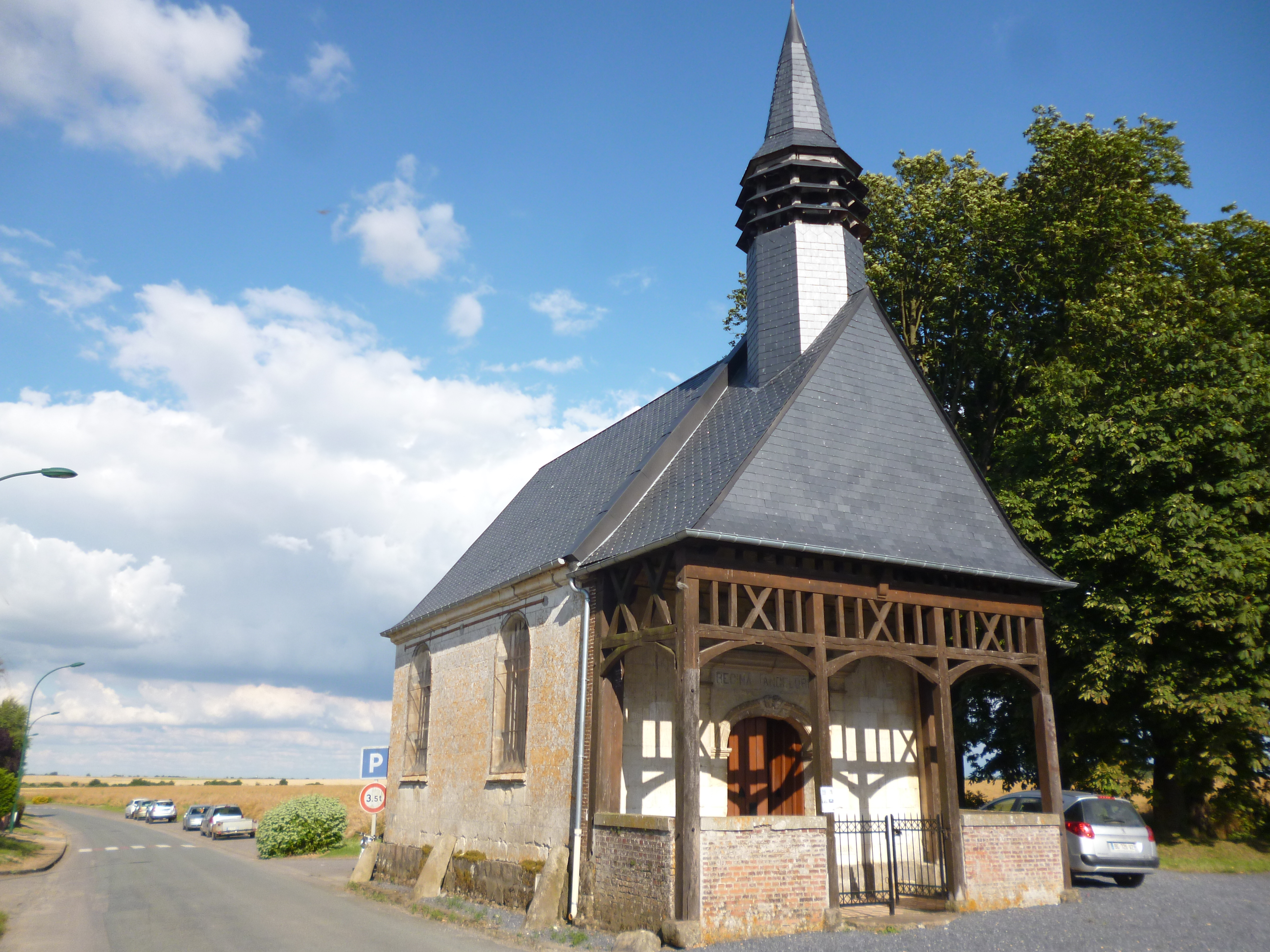
La chapelle ouverte pour la neuvaine, en juillet 2016.
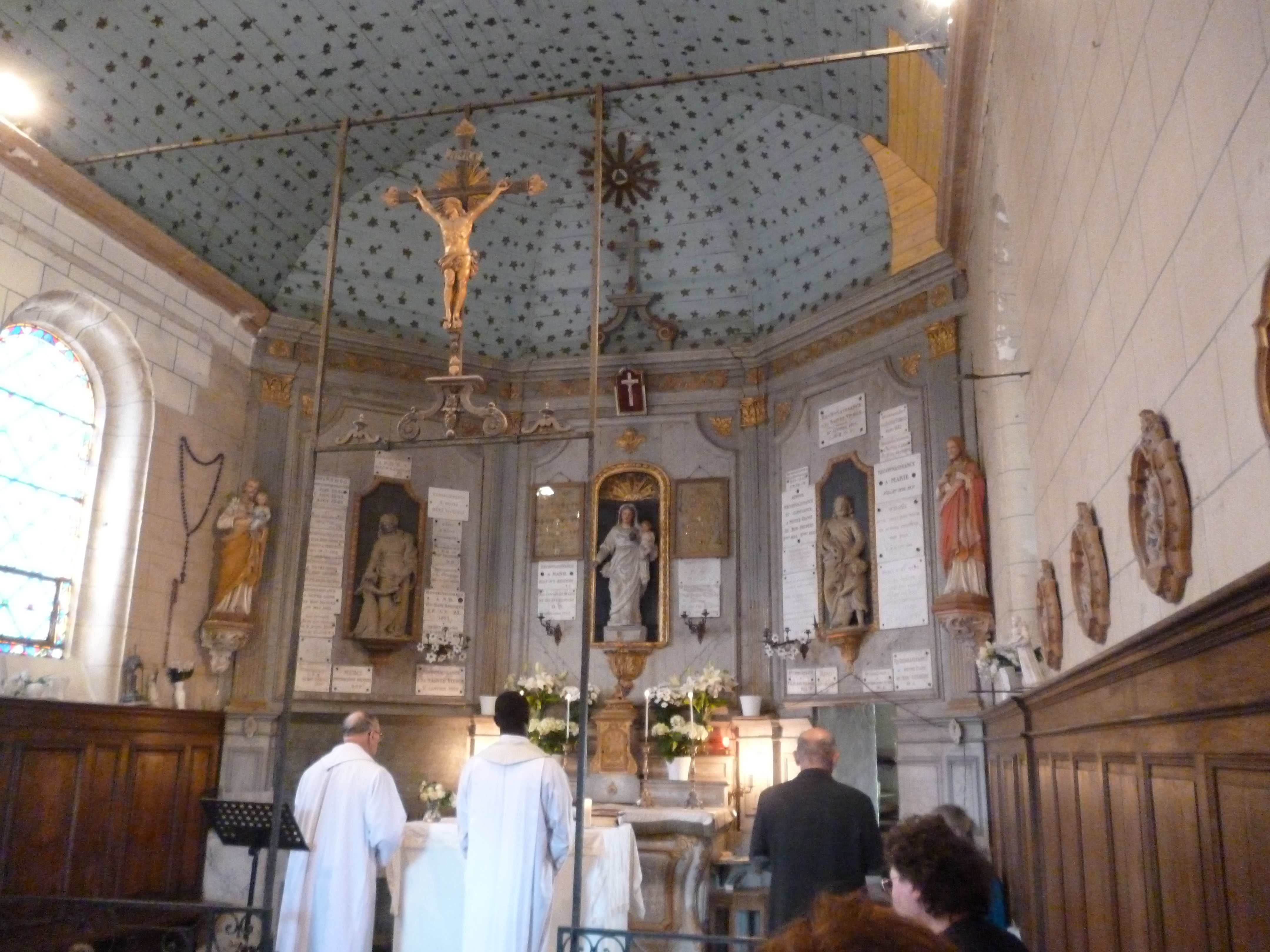
L'intérieur de la chapelle pour la neuvaine, en juillet 2016.

- Le château de Gannes.

Le château
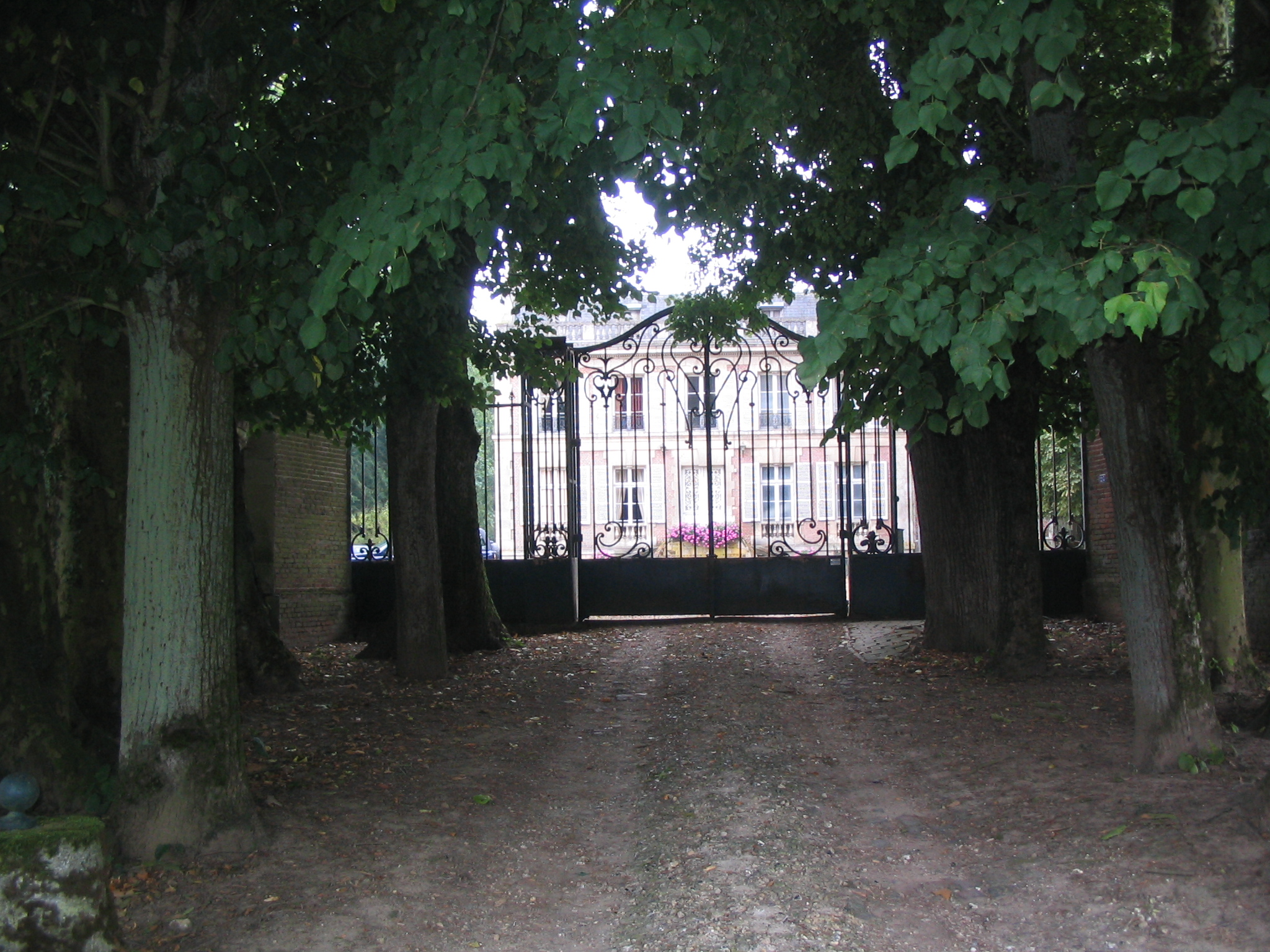
Le château de Gannes.
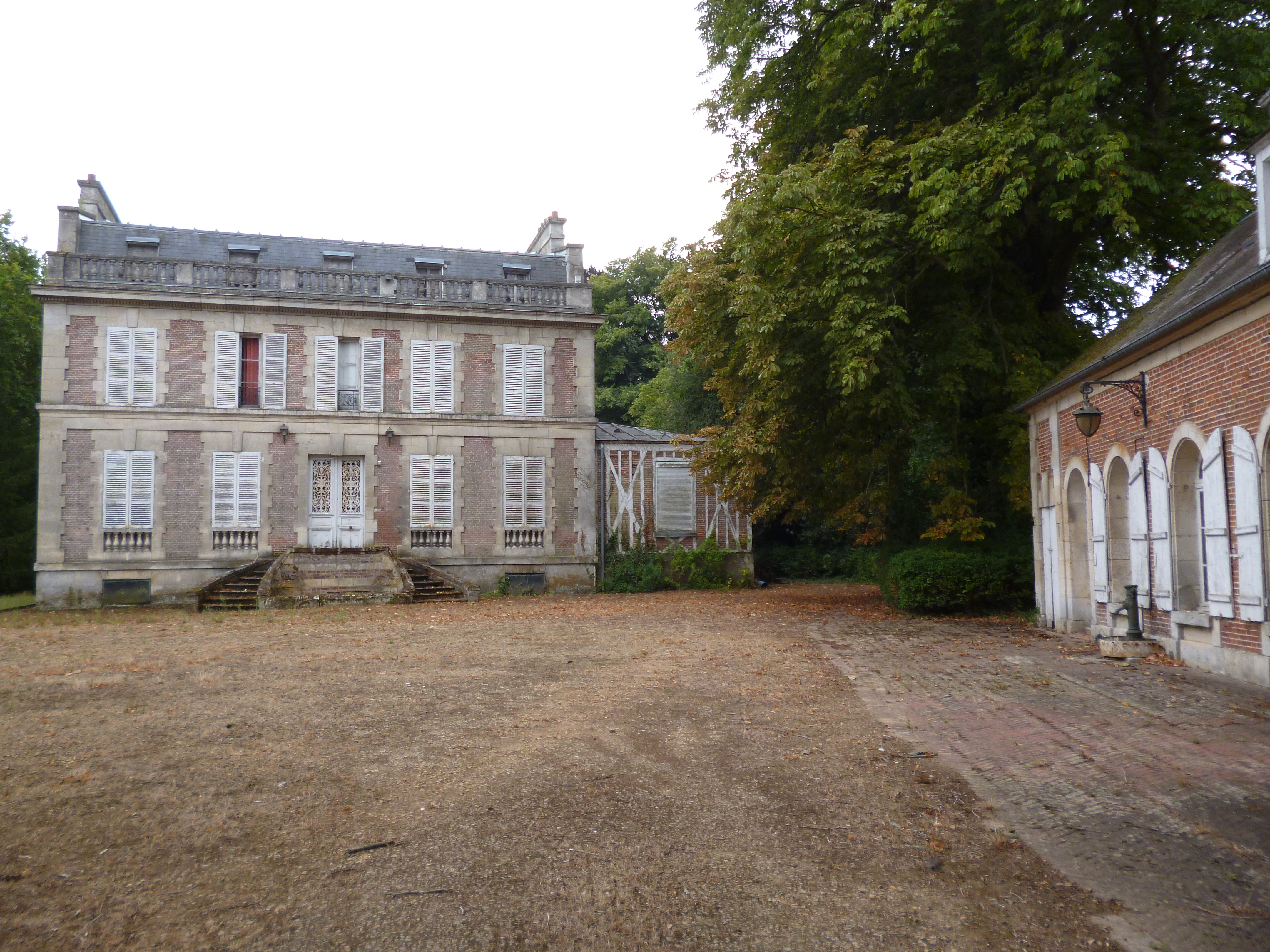

- Chapelle, dans une propriété.
- Mémoriaux de guerre :
  - Le monument aux morts dans le cimetière.
  - La stèle  à l'intersection de la D 164 et de la rue de l'Épinette, commémorant les sept aviateurs britanniques morts en 1944, en mémoire du crash du Lancaster HK 559 abattu par les Allemands la nuit du 17 au 18 juin 1944, lors des combats de la Libération de la France[34].
  - Les tombes des aviateurs britanniques, entretenues par la Commonwealth War Graves Commission .(CWGC).

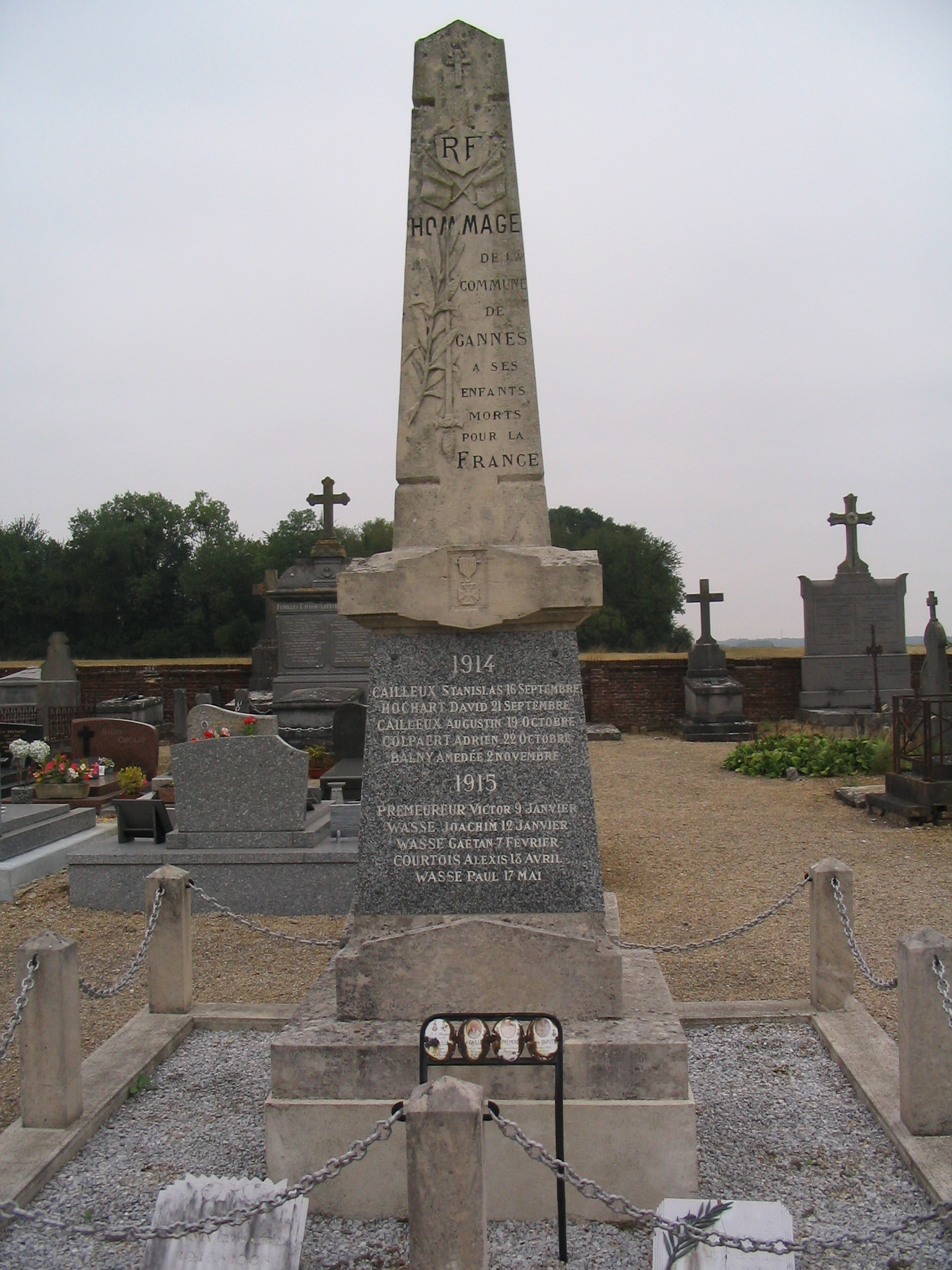
Monument aux morts dans le cimetière.
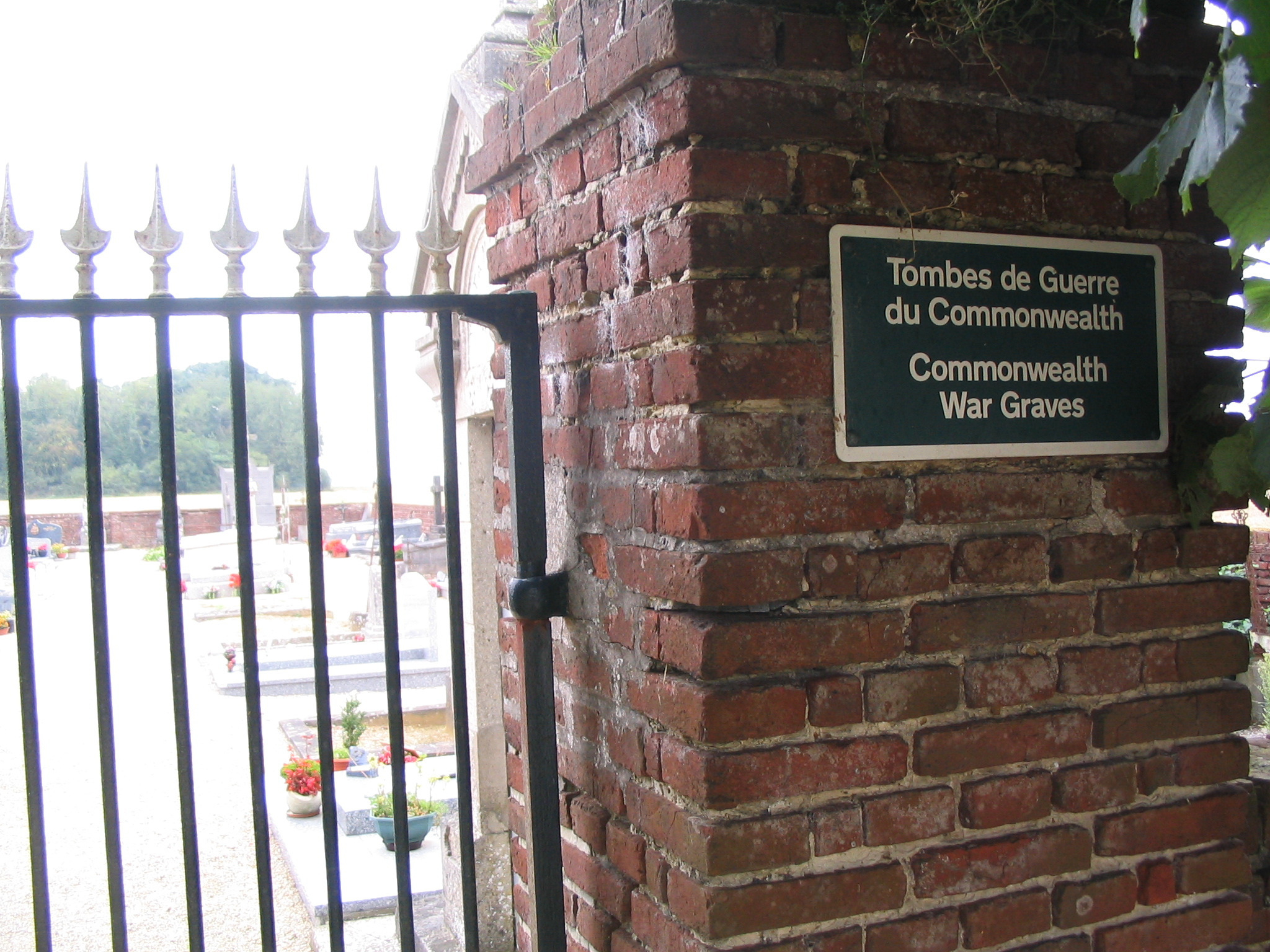
Cimetière de Gannes, plaque de la CWGC.
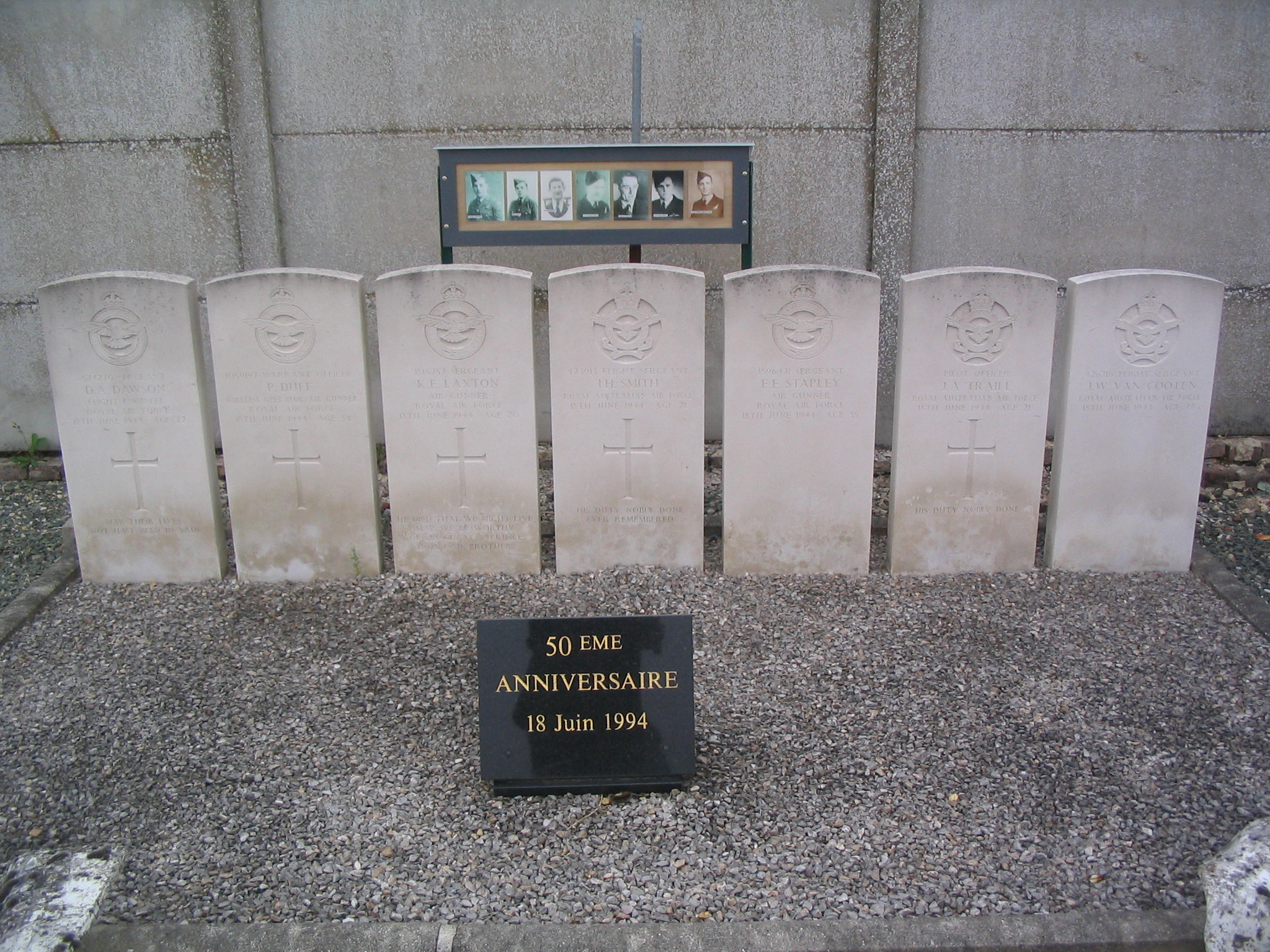
Tombes des aviateurs dans le cimetière..
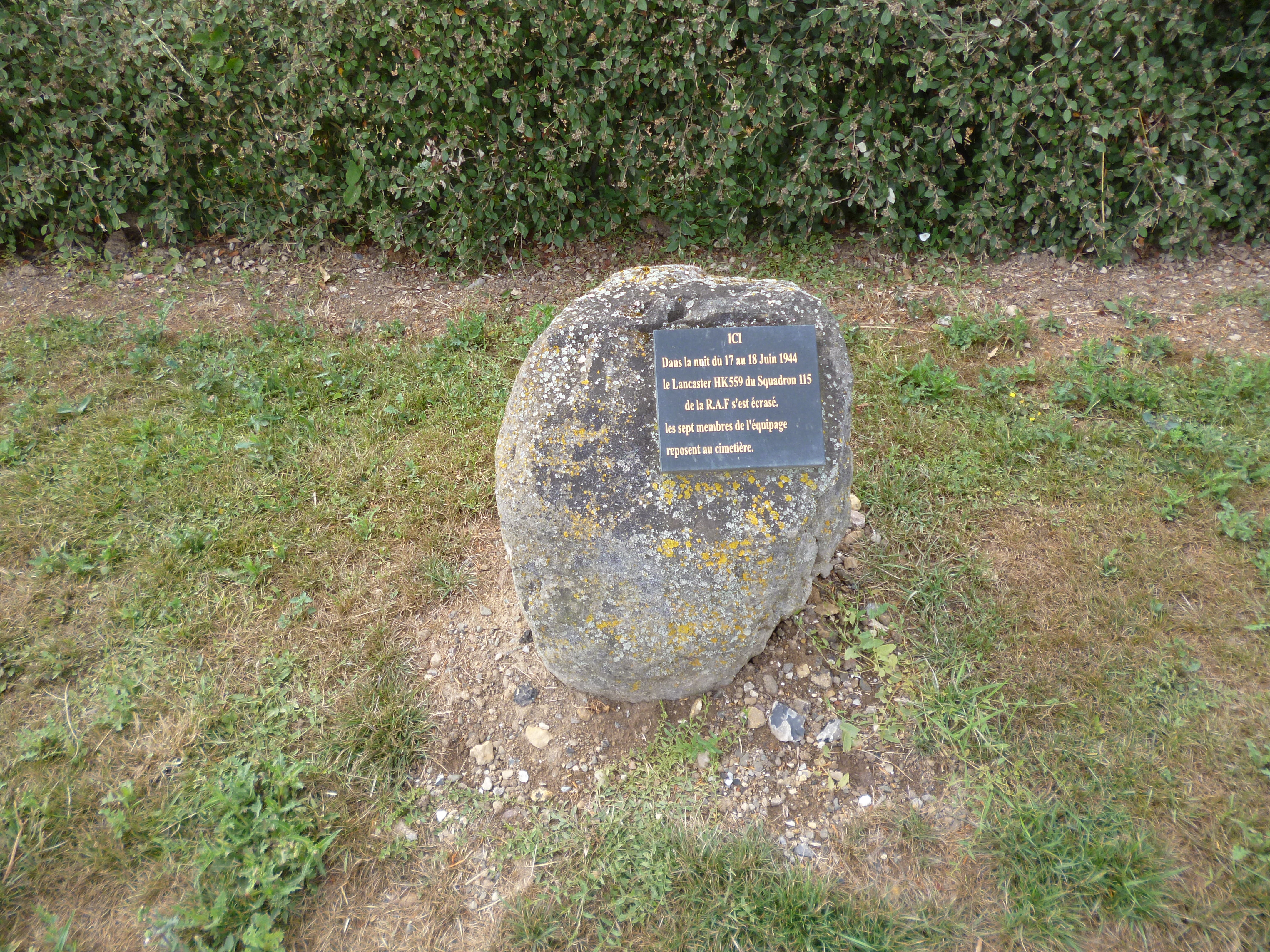
Stèle des aviateurs.

- Plusieurs calvaires sur le territoire de la commune.

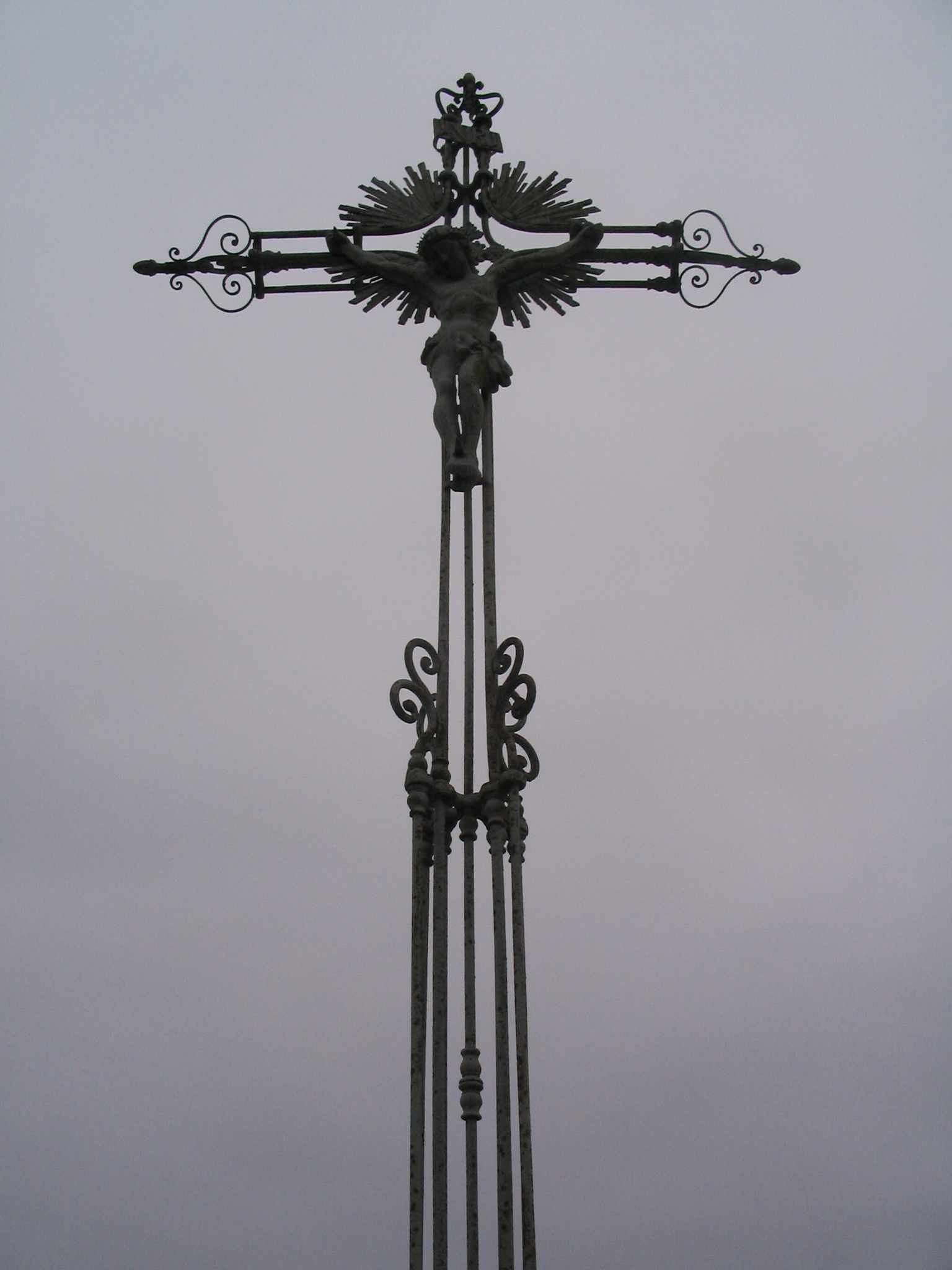
Calvaire situé à proximité du cimetière.
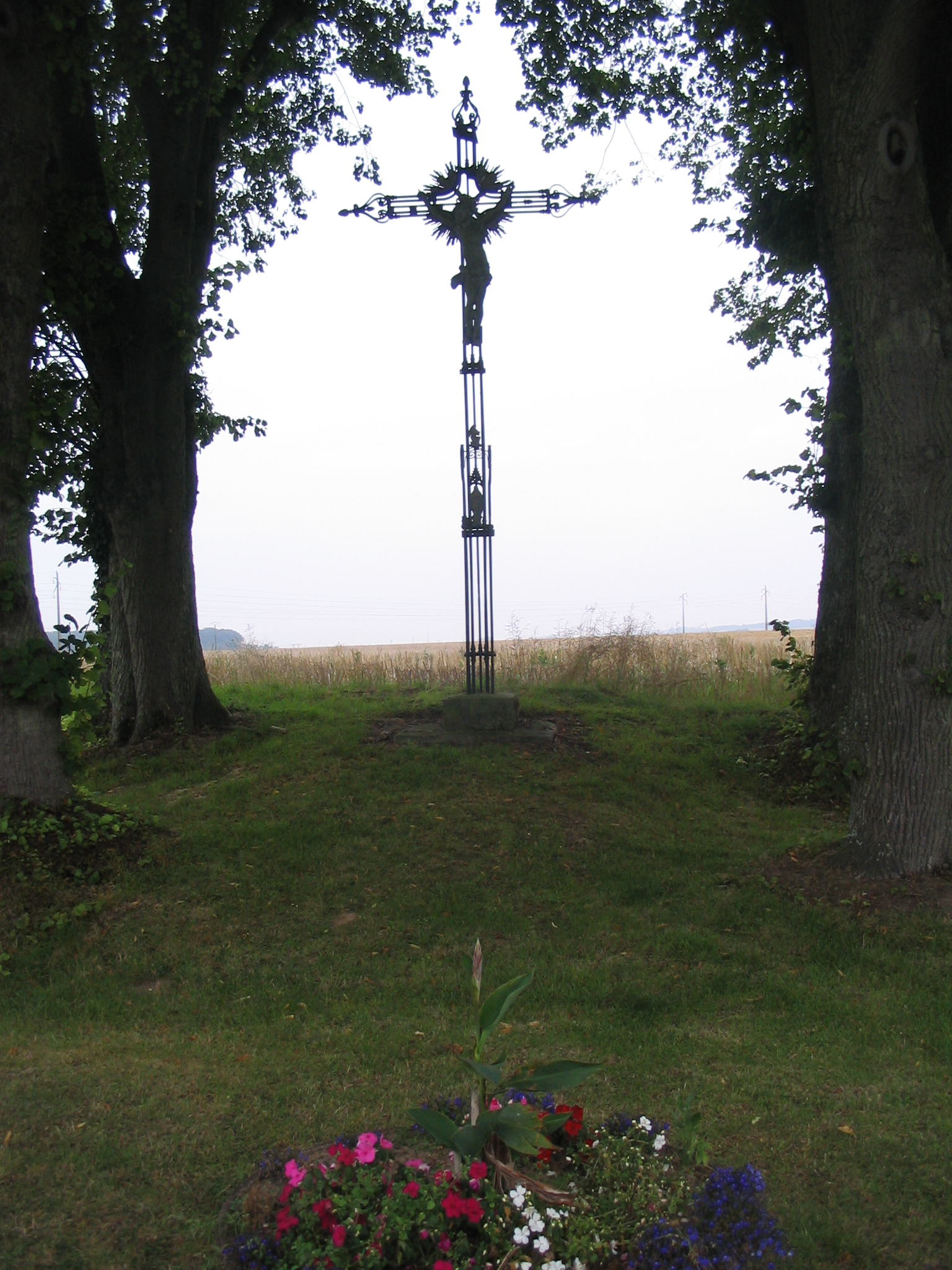
Calvaire au bord de la D 117.
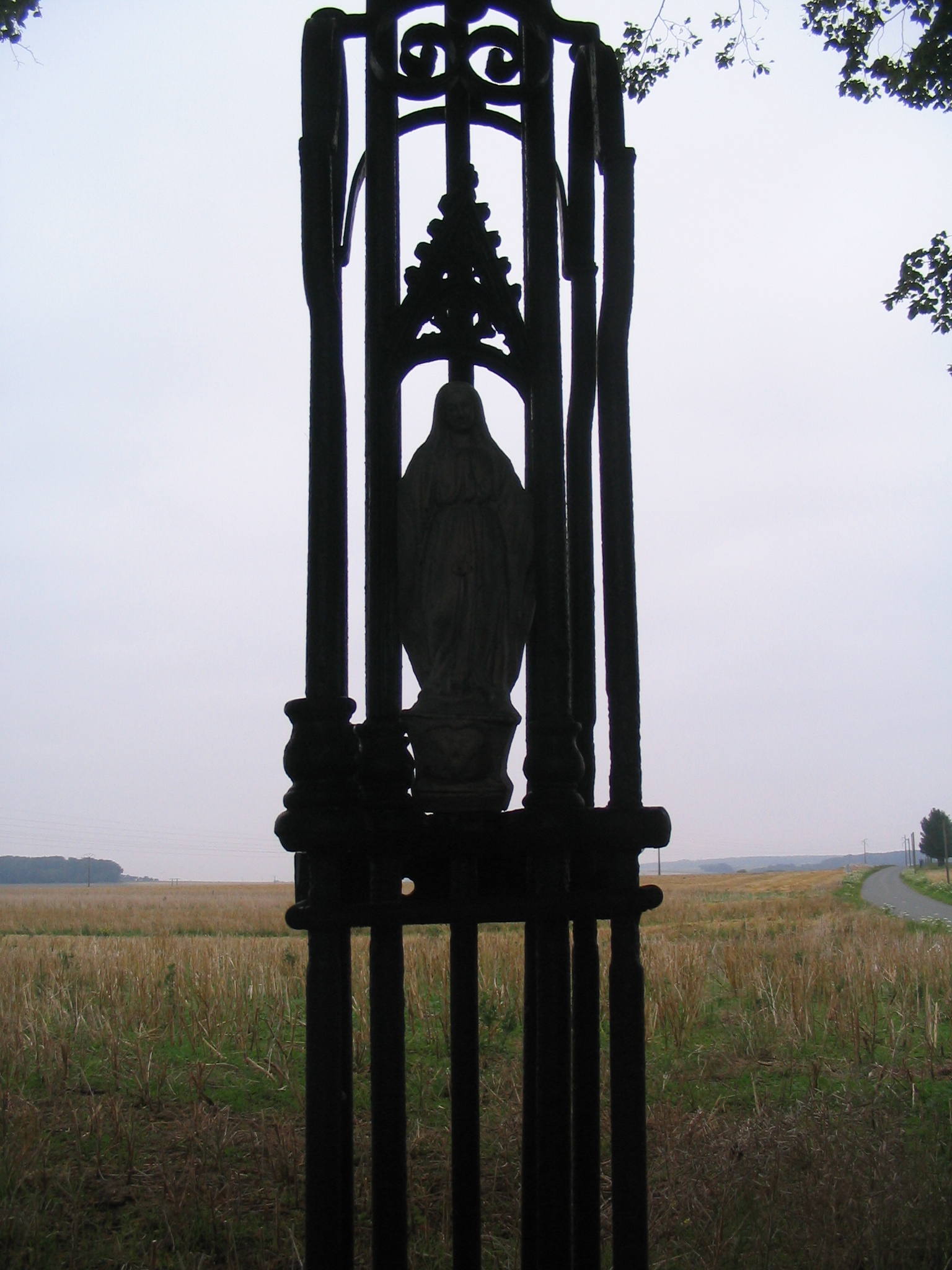
Détail du calvaire de la D 117.
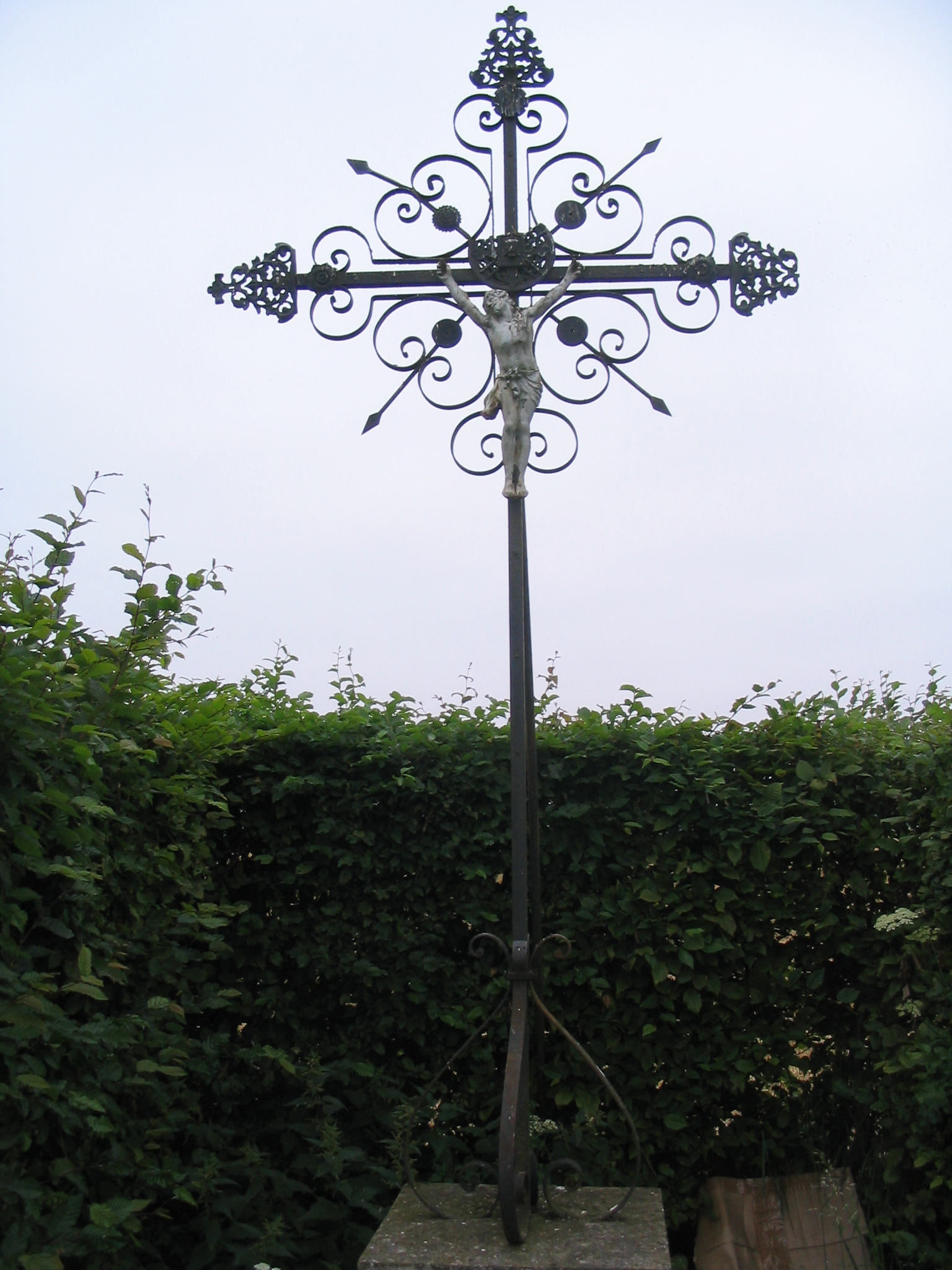
Calvaire au bord de la D 164.
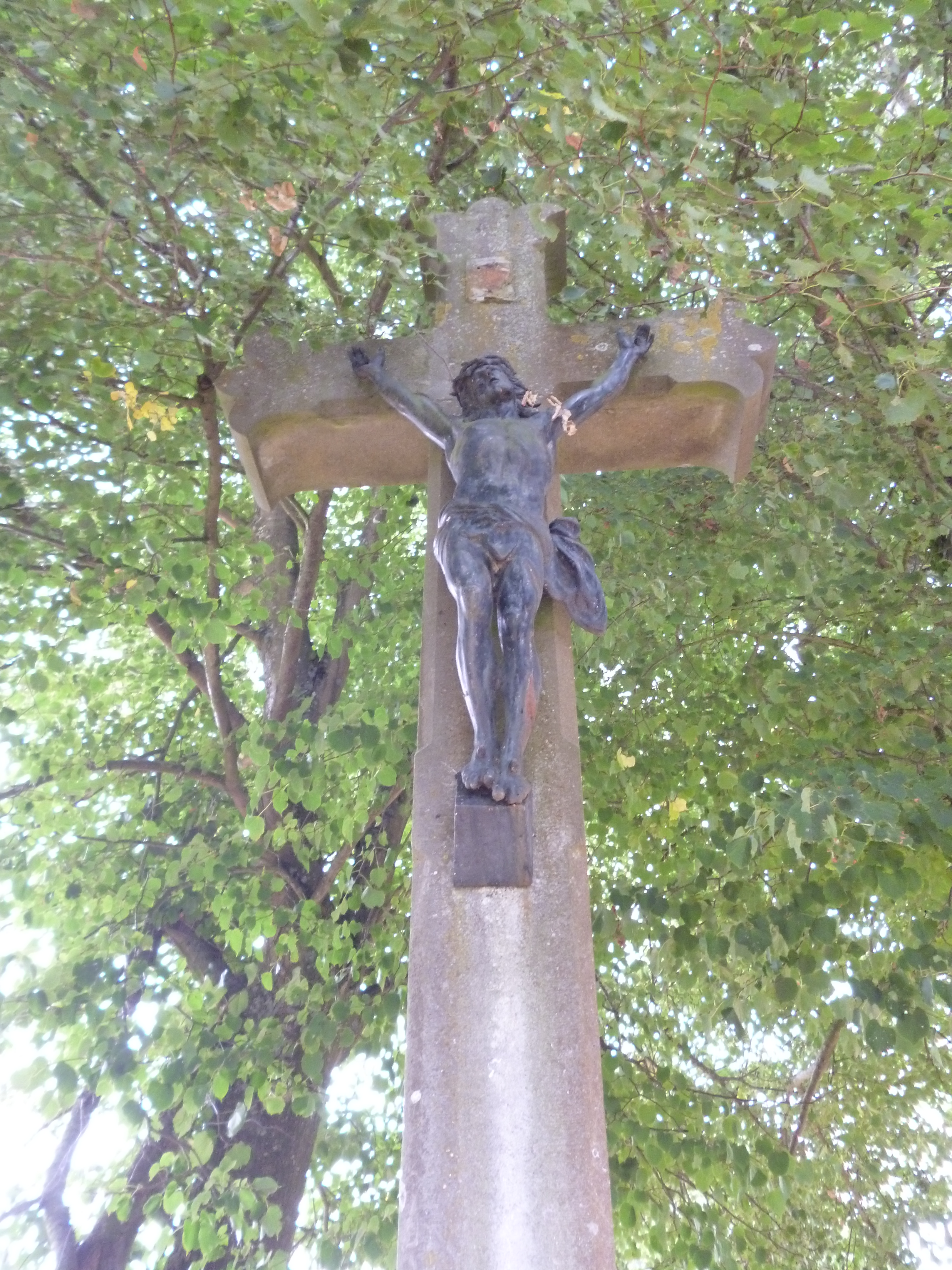
Calvaire situé rue du Moulin.

### Personnalités liées à la commune
- Saint Vincent de Paul (1581-1660), prêtre et une figure du renouveau spirituel, apostolique du catholicisme français du XVIIe siècle, appelé   en janvier 1617 à Gannes auprès d'un vieillard mourant, lui fait une confession publique et générale et lance  le lendemain la demande de Madame de Gondi un appel à la confession au cours d'un sermon mémorable prononcé dans l'église de Folleville, considéré  comme l'origine de la fondation de la Congrégation de la Mission (ou Lazaristes), qui regroupait des prêtres missionnaires se rendant  partout où les villageois n'étaient pas évangélisés[35].
L'église conserve un tableau du XIXe siècle représentant « Saint Vincent de Paul prêchant[36] ».

### Héraldique
| Blason de Gannes | Blason  | D'argent à la bande de gueules côtoyée de deux cotices du même. |
| Blason de Gannes | Détails | Le statut officiel du blason reste à déterminer.                |

## Pour approfondir